# اس‌اس کلمبیا (۱۸۸۰)
اس‌اس کلمبیا (۱۸۸۰) (به انگلیسی: SS Columbia (1880)) یک کشتی بود که طول آن ۳۰۹ فوت (۹۴ متر) بود. این کشتی در سال ۱۸۸۰ ساخته شد.